# Pierre Banel
Pierre Banel (* 30. Juli 1766 in Lectoure, Département Gers; † 13. April 1796 bei der Erstürmung von Castello de Cosseria, Ligurien) war ein französischer General der Infanterie.

## Leben
Banel entstammte einer Handwerkerfamilie aus einem Vorort von Lectoure: Sein Vater Dominique Banel war Seiler und seine Mutte Marie Laguillermie Wäscherin. Wenig interessiert daran, den Beruf des Vaters zu erlernen, ging Banel 1784 zur Armee. Dort führte ihn seine Karriere über Caporal (1. Juni 1788) und Fourier (4. Juni 1798) bis zum Sergeant (16. Juni 1798).
In dieser politisch unruhigen Zeit (→Revolution) quittierte Banel den Dienst und kehrte in seine Heimatstadt zurück. Als im Juni 1791 die Flucht von König Ludwig XVI. samt seiner Familie nach Varennes bekannt wurde, schloss sich Banel als Caporal der Garde nationale an und wurde bereits kurze Zeit später zum Major befördert.
Weitere Versetzungen folgten und im Ersten Koalitionskrieg kämpfte Banel in den Schlachten bei Mas Deu (19. Mai 1793), Peyrestortes (17. September 1793) und Orles. Seine Tapferkeit brachte ihm die Ernennung zum Chef de Brigade (11. Oktober 1793) und General de Brigade (25. Dezember 1793) ein.
In diesem Rang kam Banel 1795 in den Stab von Maréchal d’Empire Charles Pierre François Augereau und kämpfte unter dessen Befehl in Italien. In der Schlacht vor Loano (Ligurien) wurde er verwundet, meldete sich aber kaum genesen wieder zum Einsatz. Neben den Generälen Jean-Baptiste Dupin und Jean Lannes nahm er an der Erstürmung von Castello de Cosseria teil und wurde dabei erschossen.
Der Maler Justin Maristou schuf ein Porträt von Pierre Banel (Ölgemälde), das heute (Stand 2021) noch im Rathaus von Lectoure zu sehen ist.

## Ehrungen
- Sein Name findet sich am südlichen Pfeiler (28. Spalte) des Triumphbogens am Place Charles-de-Gaulle in Paris.
- Seine Büste steht in der Schlachtengalerie im Prinzenflügel von Schloss Versailles.
- Der Boulevard Banel in Lectoure wurde ihm zu Ehren benannt.